# Batalla del Monte de las Cruces
La batalla del Monte de las Cruces fue un enfrentamiento militar ocurrido en Monte de las Cruces, cercano a Toluca, en el municipio de Ocoyoacac, Estado de México, el 30 de octubre de 1810, entre las fuerzas del Ejército Insurgente, dirigido por Miguel Hidalgo y Costilla, Ignacio Allende y Juan Aldama contra las fuerzas leales a la Corona española, comandadas por el coronel Torcuato Trujillo.
Tras triunfar en la Toma de la Alhóndiga de Granaditas, el 28 de septiembre los Insurgentes se dirigieron a Valladolid y más tarde tomaron Toluca, el 25 de octubre. El Virrey de la Nueva España, Francisco Xavier Venegas ordenó al general Trujillo, quien gozaba de mucho prestigio por su participación en la batalla de Bailén, ponerse al frente de las pocas guarniciones realistas de la capital, y con ellas habría de emprender un intento para hacer frente a los independentistas. La mañana del 30 de octubre, les alcanzaron en un paraje cercano a la capital conocido como Monte de las Cruces. Los realistas fueron derrotados por los más de 80 000 insurgentes, quienes consiguieron gran parte del armamento español y estuvieron a un paso de tomar la Ciudad de México, pero por motivos desconocidos, Hidalgo decidió no entrar en México y retirarse al Bajío, donde el 7 de noviembre, Félix María Calleja infligió la primera derrota insurgente en la batalla de Aculco, hecho que distanció a Hidalgo de Allende, ya que los jefes insurgentes tomaron rutas distintas; el primero marchó a Valladolid y el segundo a Guanajuato.

## Antecedentes

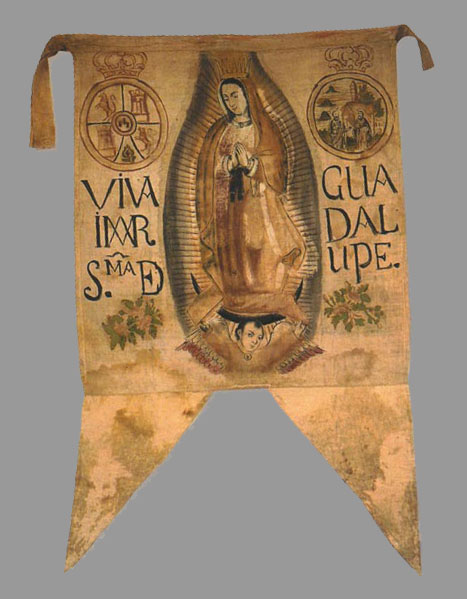
Estandarte del Primer Ejército Insurgente, con la imagen de la Virgen de Guadalupe, patrona de México.

La situación política de España, invadida por Napoleón Bonaparte en 1808, propició una serie de conflictos en México y en otros países de Hispanoamérica, que dieron origen a la Guerra de Independencia Hispanoamericana. El Virreinato de Nueva España vivió la Crisis política de México en 1808, agudizada por la Conspiración de Valladolid y la Conspiración de Querétaro, en 1809 y 1810, respectivamente. El 16 de septiembre, el cura de Dolores, Guanajuato, Miguel Hidalgo y Costilla lanzó el Grito de Dolores, con el que inició formalmente la Guerra de Independencia de México. El 28 de septiembre entraron en Guanajuato luego de una estruendosa batalla en la que murieron muchos combatientes de ambos lados en guerra. Sin ninguna resistencia, el generalísimo Hidalgo tomó Valladolid el 17 de octubre, desde donde planeó entrar en Toluca para luego apoderarse de la ciudad capital. Fue en este contexto cuando se realizó la batalla del Monte de las Cruces, que muchos historiadores consideran el primer encuentro bélico de los insurgentes realizado con formalidad, ya que el anterior, la Toma de Granaditas, es tomado en cuenta más como un motín que como una batalla.
Mientras Venegas intentaba organizar tropas en la capital, el comandante general de San Luis Potosí, Félix María Calleja del Rey salió de su territorio al frente de 600 infantes, 2000 caballos y cuatro piezas de artillería, y se reunió con el intendente de Puebla, Manuel de Flon en Querétaro. Con el mando unificado de ambas fuerzas, el ejército realista de operaciones, fuerte de 2000 infantes, 7000 caballos y 12 piezas de artillería, marcha a sitiar a los insurgentes en Valladolid, pero teniendo noticias de que estaba siendo atacado San Juan del Río por los guerrilleros Villagranes, descabeza su columna rumbo a espa plaza.
Venegas, que había desguarnecido la capital enviándole gran parte de su guarnición a la división de Manuel Flon a Querétaro, como pudo reunió una fuerte y selecta división de 2000 hombres al mando del joven Torcuato Trujillo, recién ascendido a coronel, y le ordena atrincherarse en Toluca para resistir el avance de los insurgentes y evitar a toda costa que entren al Valle de México. Componían esta fuerza los cuerpos de infantería Regimiento de Tres Villas y la caballería del Regimiento de Dragones de España, sin artillería, teniendo como subalternos de Trujillo al mayor José Mendívil y a los capitanes Antonio Bringas y Agustín de Iturbide. En la capital solo quedaron de guarnición el Regimiento Urbano de Comercio y el Regimiento de Patriotas Distinguidos de Fernando VII, cuerpos que nunca entrarían combate a lo largo de la campaña.

## El avance insurgente

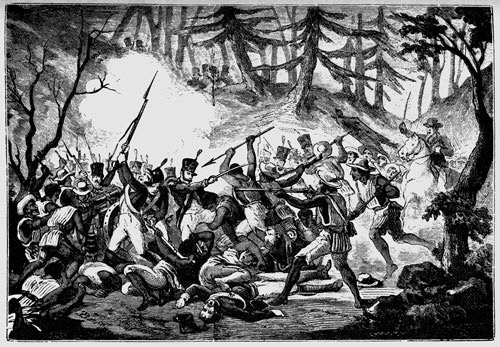
Batalla del Monte de las Cruces

Tras fracasar en su intento de detener a los independentistas en Ixtlahuaca, Trujillo y su división se retiran a Toluca, esperando un posible ataque de las fuerzas de Hidalgo.
Así las cosas, Trujillo sale el 28 de octubre a reconocer el camino del norte, encontrándose con que un fuerte destacamento que había colocado en la cabeza del puente de San Bernabé, sobre el río Lerma, había sido arrollado por la división de Mariano Jiménez, que avanzaba como tromba sobre Toluca.
Débil y sin conocer nada de la fuerza del enemigo a que debe enfrentar, el coronel Trujillo abandona Toluca y se retira a Lerma, población donde se fortifica, cerrando con fosos y trincheras la calzada que de Toluca conduce a ésta villa, interceptando de esta manera el camino carretero de Ciudad de México.
El día 29 de octubre, sin embargo, el sacerdote Viana  le advierte que los insurgentes pueden ir a pasar por el puente de Atengo, hacia el sur, para tomar de esta forma el camino de Santiago Tianguistengo a Cuajimalpa, rodear los montes cortando la retirada a los realistas y caer sobre la capital por sorpresa, como llegando después de un paseo.
Alarmado por las noticias, Trujillo manda un destacamento a Tianguistengo, al sur de Lerma, ordenando previamente que se destruya el puente. Sin embargo, ya una fuerte división al mando de Mariano Jiménez había pasado el puente, desbaratando las avanzadas realistas, dirigiéndose a Cuajimalpa, tras la sierra de Toluca, ya en pleno Valle de México.
Mientras esto pasa, el grueso de las tropas de Hidalgo llaman la atención de Trujillo por su frente y derecha, por la calzada de Toluca; más, conociendo la fuerza real de los insurgentes, el coronel realista comprende aunque tarde sus faltas y dejando guardias y destacamentos escalonados, parte al terminar este día a tomar posiciones en el Monte de las Cruces, a donde llegó Ignacio Allende con sus regimientos de caballería media hora después.
Ejecuta Trujillo con rapidez este movimiento que es toda una retirada, casi una fuga, dejando comprometido al coronel José Mendívil en Lerma al mando del Regimiento de Tres Villas, que se bate en retirada con brío y discreción hacia la columna realista internada en el monte, haciendo nutrido fuego sobre las desordenadas filas insurgentes, donde no hay bala española que no siembre la muerte.
En su libro  Hidalgo, Nueva vida  del Héroe, el historiador Gustavo G. Velásquez refieres que el lunes 29 de octubre, al llegar los insurgentes a Tianguistenco, continuaron  recibiendo adhesiones a las milicias de las gentes del contorno. Durante  su estancia  en Tianguistenco, el cura Hidalgo recibió solidaridad  y lealtad de los pueblos de Texcalyacac y Calimaya. El cura Hidalgo había logrado despertar  el anhelo por la libertad, tanto que, aunque  fuera  sólo  con palos  y herramientas de trabajo, la gente se ponía sus órdenes. Allí el cura Hidalgo apostado en un banco de piedra, arengó las tropas.
Los insurgente avanzaron por cuatro rutas, una que conduce por  Capulhuac, Ocoyoacac y San Jerónimo Acazulco y los llanos de Salazar y la otra que va por el camino viejo que va rumbo a Capulhuac, San Miguel Almaya, Atlapulco y los llanos que conducen a México y la otra al pueblo  de Xalatlalco y Atlapulco y monte de las Cruces. El contingente que  que cruzó el puente de Lerma  avanzaron para la hacienda de Jajalpa.
En la noche de este 29 de octubre, los dos ejércitos acampan uno frente a otro, habiendo escogido el jefe realista la falda del cerro conocido como las Peñas, fondo pedregoso y monte espeso de la estrecha meseta, inepta disposición del coronel Trujillo pues estaba dominada a los flancos por diversas alturas cubiertas de oyameles, ocotes y demás árboles.
Por la madrugada, Trujillo recibe entonces un parte del virrey Venegas:

Trescientos años de triunfos y conquistas de las armas españolas en estas regiones nos contemplan... Vencer o morir es nuestra divisa. Si a usted le toca pagar ese precio en ese punto, tendrá la gloria de haberse anticipado a mí de pocas horas en consumar tan grato holocausto: yo no podré sobrevivir a la mengua de ser vencido por gente tan vil y fementida.
 Francisco Xavier Venegas de Saavedra, virrey de la Nueva España

El plan de batalla de Allende había sido combinado hasta el momento con toda habilidad, y era sencillo si se lograba, como en parte se hizo, obrar con la suficiente rapidez para sorprender o rodear al enemigo. Debía Mariano Jiménez seguir con su movimiento de flanqueo, envolviendo al enemigo por la izquierda, cerrándole la retirada en Cuajimalpa, mientras Allende le perseguía de frente, no sin llamarle falsamente la atención por el norte. Muy imperfectamente se ejecutó este plan, pero fue lo suficiente para ganar la terrible batalla.

## La batalla
En la mañana del 30 de octubre de 1810, una división de avanzada al mando de Abasolo manda una carga a vanguardia de los realistas para reconocer la fuerza de resistencia del enemigo. Los irregulares insurgentes sostienen su avance de frente, resistiendo heroicamente tres descargas consecutivas de la fusilería realista, pero finalmente se descompone la columna y regresa a sus posiciones. Eran las ocho y media de la mañana.
En esos momentos, el coronel Torcuato Trujillo recibe un buen socorro. El virrey Venegas tiene noticias de su desesperada posición frente a Cuajimalpa y le envía un auxilio consistente en dos piezas de artillería de a cuatro libras, servidos por marinos al mando del teniente de artillería de marina, Juan Bautista de Ustoris, cincuenta jinetes de las haciendas del rico español Gabriel de Yermo y trescientos treinta mulatos bien armados. Esto hizo cobrar gran ánimo al jefe español y sus huestes, que no podrían resistir sin artillería otro ataque de los independientes, ni podía tomar la ofensiva, pues sería correr a pronta e inútil muerte.
Por su lado, el general Ignacio Allende no desespera y forma a sus tropas en batalla. A la izquierda coloca cinco compañías de lo mejor del Regimiento de Celaya, el Regimiento Provincial de Valladolid y el Batallón de Voluntarios de Guanajuato; por la derecha, el general Juan Aldama  forma al Regimiento de la Reina y los Dragones de Pátzcuaro; en el centro, los más bravos, diestros y mejor armados charros, rancheros y vaqueros a caballo, que dejaron sus haciendas para combatir por la independencia, compacto y fuerte núcleo; a retaguardia, el temible Regimiento del Príncipe, lo mismo que tres escuadrones de charros lazadores y cazadores a caballo, como fuerte reserva e impulsar el ataque.
Miguel Hidalgo y Costilla e Ignacio Allende se dividieron el mando de la reserva, con Juan Aldama comandando la caballería de la derecha, el coronel Narciso María de La Canal la infantería de la izquierda y Abasolo mandó el frente.
Enfrente, Trujillo, ya animado con sus dos bocas de fuego y sus cuatrocientos hombres de refuerzo, oculta sus cañones entre la maleza del bosque. Se lanza la columna insurgente a vanguardia para la carga, tronando en ese momento la fusilería y los disparos de la artillería española. Se detiene un momento el ejército insurgente, pero resiste y desprecia las balas enemigas y avanza firme hacia las trincheras realistas, dando con las fuerzas de José Mendívil y el Regimiento de Tres Villas y trabándose un combate a la bayoneta.
De repente, hubo un flaqueo por parte de los realistas. Era que por su extrema izquierda, en lo alto de unas lomas se encontraba el general insurgente Mariano Jiménez al mando de tres mil indios y un cañón, flanqueando completamente la batalla española, dominando el núcleo y las reservas de Trujillo.
Entonces, el coronel español cambió el orden de batalla. Puso a la izquierda al capitán Antonio Bringas con los jinetes de Yermo y dos compañías del Regimiento Tres Villas; por la derecha mandó al teniente Agustín de Iturbide con las restantes compañías del mismo cuerpo, y en el centro a los mulatos de milicia y dragones a pie del Regimiento España, al mando de José Mendívil.
En ese instante, el combate se generalizó por todo el frente de batalla. Trujillo intenta, sin conseguirlo, contener a la división de Jiménez con sus reservas, viendo desmontado ya uno de sus cañones y al teniente Ustoris herido por un casco de granada.
El ataque se hizo cada vez más fuerte por parte de los insurgentes, que llamaban a los mexicanos realistas, invitándolos a rendirse, prometiéndoles puestos en sus filas. Sin embargo, un grupo de charros, armados con reatas, se abren paso a lanzazos entre la masa de dragones españoles, y llegando hasta el otro cañón que aún hacía fuego sobre la fuerza insurgente, lazándolo, se lo llevaron a cabeza de silla hasta el campo insurgente, donde inmediatamente fue servido contra los realistas.
En vano Agustín de Iturbide se lanza al frente de un pelotón de valientes del Regimiento de Tres Villas en busca del cañón capturado, pues fue frenado de súbito por los infantes de Valladolid, entablándose serio combate con armas blancas.
Media hora después, por entre el monte huían los restos de la división de Trujillo, perseguidos de cerca por la caballería de los insurgentes. La derrota española fue completa. Torcuato Trujillo se abre paso entre los dragones enemigos, acompañado de Iturbide y cosa de cincuenta fugitivos, resto de sus granadas tropas. Llega a Cuajimalpa donde se hace fuerte, pero acometido rudamente tiene que abandonar ésta Venta y seguir hasta Santa Fe, hasta donde no continuaron la persecución los jinetes independientes.

## Acontecimientos posteriores

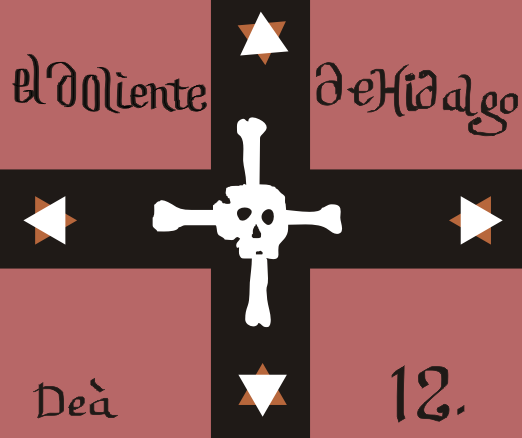
Bandera insurgente de un destacamento de artillería. Se observa el calibre de las piezas, de a 12 libras.

Los insurgentes estaban ansiosos por entrar a la Ciudad de México, entonces descrita por el viajero alemán Alexander von Humboldt como «La ciudad de los palacios». Pero Hidalgo decidió enviar el 1 de noviembre a Mariano Abasolo y a Jiménez como emisarios para negociar con Venegas la entrega pacífica de la ciudad a las tropas sublevadas. El virrey, lejos de aceptar un acuerdo, estuvo a punto de fusilar a los negociantes, de no ser por la intervención del arzobispo de México y otrora virrey, Francisco Xavier de Lizana y Beaumont. Pero Hidalgo comenzó a reflexionar y ordenó la marcha del Ejército Insurgente la noche del 3 de noviembre, no hacia la capital, sino con rumbo al Bajío, donde el 7 de noviembre Calleja les alcanzó en San Jerónimo Aculco, paraje en que fueron derrotados, hecho conocido como la batalla de Aculco. Después de la derrota, surgió un distanciamiento entre Hidalgo y Allende, por lo que el cura de Dolores decidió retirarse a Valladolid, acentuando así las diferencias y el distanciamiento con Allende, que incluso intentó envenenarlo.